# 渡部由佳
渡部 由佳（わたなべ ゆか）は、日本の女性声優。大阪府出身。血液型はB型。
趣味は読書、ネイルアート、舞台鑑賞。特技はパーカッション。

## 来歴
代々木アニメーション学院大宮キャンパス声優タレント科出身。準所属を経て、アプトプロに所属していた。

## 出演作品

### テレビアニメ
- 電波女と青春男（しずか）

### OVA
- かってに改蔵 中巻（女子）

### ゲーム・アプリ
- スマートフォン専用アプリ「声優+plus」
- 車なごコレクション（タント、eKワゴン）

AGC38
- 美少女音読ストーリー〜愛され女神のラブモテフレーズ

### ラジオ
- スマイルFM くっつきの「を」! version S（アシスタントパーソナリティー）

### 吹き替え
- SOLOMON KANE（サミュエル）
- レジェンド・オブ・フィスト 怒りの鉄拳（チーの妹 他）

### ドラマCD
- 初恋のあとさき（女子生徒 他）
- 白アリッッ（男の子）
- 憂鬱な朝2（佐条俔子）
- ぺらぶ!（女生徒）
- FLESH＆BLOODシリーズ

### 音楽CD
- 超絶神曲 アニメON! VOL.2 - 「チャイムっ!」収録

AGC38
- それって♥だからね!
- およげ!たいやきくん by AGC38 feat. 東京ブラススタイル
- Code:C - 「チャイムっ!」収録

### その他
- ダ・ヴィンチ電子ナビ（レビュアー）
- 「東北スカイビレッジ構想」イメージ映像 ※音声のみ

AGC38
- AGC38TV - 大型ビジョンオリジナル番組。秋葉原UDXビジョン、渋谷109フォーラムビジョン、原宿アストロ、有楽町マリオンビジョンで放送 （2011年10月3日 - 10月16日）

## 参加ユニット
- AGC38 - 旭プロダクションのプロデュースによる二次元バーチャルアイドルユニット。No.6 永谷茜 役。
- L.F.O - ターゲット・エンタテインメントによるガールズユニット。「YUKA」名義。